# منصور سعيد
منصور سعيد عبد الله المنهالي (مواليد 29 سبتمبر 2003، لاعب كرة قدم إماراتي يجيد اللعب في الهجوم يلعب مع نادي الوحدة في دوري الخليج العربي الإماراتي.

## روابط خارجية
- منصور سعيد على موقع Soccerway.com (الإنجليزية)